# 阿倫·甘地
阿伦·马尼拉勒·甘地（英語：Manilal Gandhi，1934年4月14日—2023年5月2日），印度裔美国作家、社会政治活动人士，是马尼拉勒·甘地之子，即圣雄甘地的孙子。代表作为2017年的《The Gift of Anger: And Other Lessons From My Grandfather Mahatma Gandhi》。
1982年，阿伦曾对印度政府出资2500万美元赞助《甘地传》的做法提出批评。1987年，阿伦带着家人移民到了美国，并进入密西西比大学从事研究。后来阿伦一家又搬到了田纳西州的孟菲斯，并建立了一个由基督教兄弟大學管理的非暴力机构。

## 早年生活
阿伦于1934年4月14日生于德班，他的父亲马尼拉勒和母亲分别是《印度舆论》的编辑及出版商。阿伦在5岁时短暂见过祖父圣雄甘地，此后直到1946年才第二次见面，并和祖父一起居住在印度塞瓦格兰姆的一个静修处。1947年，在圣雄甘地遇刺数周后，阿伦回到了南非联邦。
居住在塞瓦格兰姆期间，阿伦与周围在农场工作的文盲家庭相比具有很大的教育优势，但他的祖父常叫他与那些孩子一起玩耍，以体验穷困生活，并将每日所学教给那些玩伴。阿伦后来回忆起这段时光时，将其称为“对我来说最有创意和最具启发性的经历”。这样的做法最终引来了一大群儿童和他们的父母找阿伦学习知识，进一步激发了阿伦的热情，並使他认识到分享的重要性。

## 职业
1982年，哥倫比亞影業出品了一部讲述圣雄甘地的电影 《甘地傳》，印度政府特地为影片拿出了2500万美元的赞助费，对此，阿伦撰文批评称这些钱应该用在更重要的地方。不过后来阿伦称赞此片精准地传达了他祖父的哲学思想和影响（虽然该片存在一些历史错误），使得他深受感动，最终又写了另一篇文章收回了之前的说法。
1987年，阿伦与妻子一起搬到美国，并开始在密西西比大学从事研究工作，研究方向主要是探究和驳斥在印度、美国以及南非等地存在的偏见。随后阿伦又搬到了田纳西州的孟菲斯，并成立了一个由基督教兄弟大學管理的非暴力机构，该机构提倡在当地及全球领域秉持非暴力原则。作为机构的共同创始人，阿伦和妻子凭借“将甘地的影响带到美国”这一贡献，于波士顿的肯尼迪图书馆共同获得了“和平修道院良知勇气奖（Peace Abbey Courage of Conscience Award）”。1996年，阿伦與他人共同创设了年度活动非暴力季节，以传达圣雄甘地及马丁·路德·金的生平及哲学思想。
2003年，阿伦参与签署了《Humanism and Its Aspirations》。
2007年年末，甘地于马里兰州的索爾茲伯里大學参与教授了一个名为“甘地的个人领导力与非暴力”（Gandhi on Personal Leadership and Nonviolence）的课程。同年11月12日，阿伦参与了索爾茲伯里大学主办的“每个人都可以改变现状”（One Person Can Make a Difference）系列演讲， 演讲标题为“恐怖主义时代下的非暴力”（Nonviolence in the Age of Terrorism）。2008年年末，阿伦回到索爾茲伯里大学，共同主讲了课程《甘地的全球影响》（The Global Impact of Gandhi）。
2007年2月21日，阿伦的妻子因病去世，两人之前共同创立的非暴力机构迁移到了纽约州的罗彻斯特，后来机构又搬到了羅徹斯特大學的杰尼斯河畔校区。2008年1月，阿伦在《华盛顿邮报》上的一篇评论文章中表示以色列一直以来过多地强调犹太人大屠杀，导致失去了全世界的同情，认为当下的以色列和美国是“暴力文化”的最大贡献者，并表示过度关注过去不利于以色列的进步，此番言论引发了批评，并最终导致罗彻斯特大学与阿伦割裂。后来阿伦就相关言论作出了道歉，表示自己想表达的是右派集团利库德才是问题的引发因素之一，但罗彻斯特大学拒绝接受阿伦的解释，表示除非阿伦辞职，不然将关闭他的非暴力机构。最终阿伦同意辞职，当时很多人认为他会在人们的愤怒消退后重新回到机构任职，但阿伦直到去世为止也再没有回归。
阿伦在多个国家作过提倡非暴力的演讲。在一次在以色列作出的演讲中，阿伦呼吁巴勒斯坦人以和平的方式来反抗以色列对他们土地的倾占，从而保障自身的自由。2004年8月，阿伦建议巴勒斯坦议会将约旦河的50,000名难民和平送回家乡，而相关行动应该由议员带头。此外，阿伦还曾表示巴勒斯坦人处境的十倍糟糕于受种族隔离影响的南非黑人，并对以色列军方杀死巴勒斯坦人的行为提出了批评。
2009年10月12日，阿伦造访了馬瑟爾堡的Brunton Theatre（Brunton Theatre）。同年11月11日，阿伦拜访了田纳西州的查特努加州立技术社区学院，并传达了自己的和平思想。11月13日，阿伦前往田纳西州的克利夫兰州立社区学院再次传达了自己的和平思想。2010年11月16日，阿伦到达怀俄明州拉勒米的怀俄明大学，又一次表达了他的和平思想。
2011年3月2日，阿伦在夏威夷大学马诺阿分校作了一次关于非暴力的演讲，当日，他又到达了伊奥拉尼書院，作出了一次以和平为主题的演讲。3月4日，阿伦到达檀香山的太平洋佛教學院发表了一次演讲。在夏威夷州赞助的“人权周”期间，阿伦还前往州议会大厦作了一次和平主题演讲。3月5日，阿伦拜访了国际奎师那知觉协会，传达了自己的和平思想。3月6日，阿伦前往檀香山的钻石头山，给当地的联合教会作了一次题为“我从我祖父那里学到的东西”（Lessons I Learned With My Grandfather）的演讲。

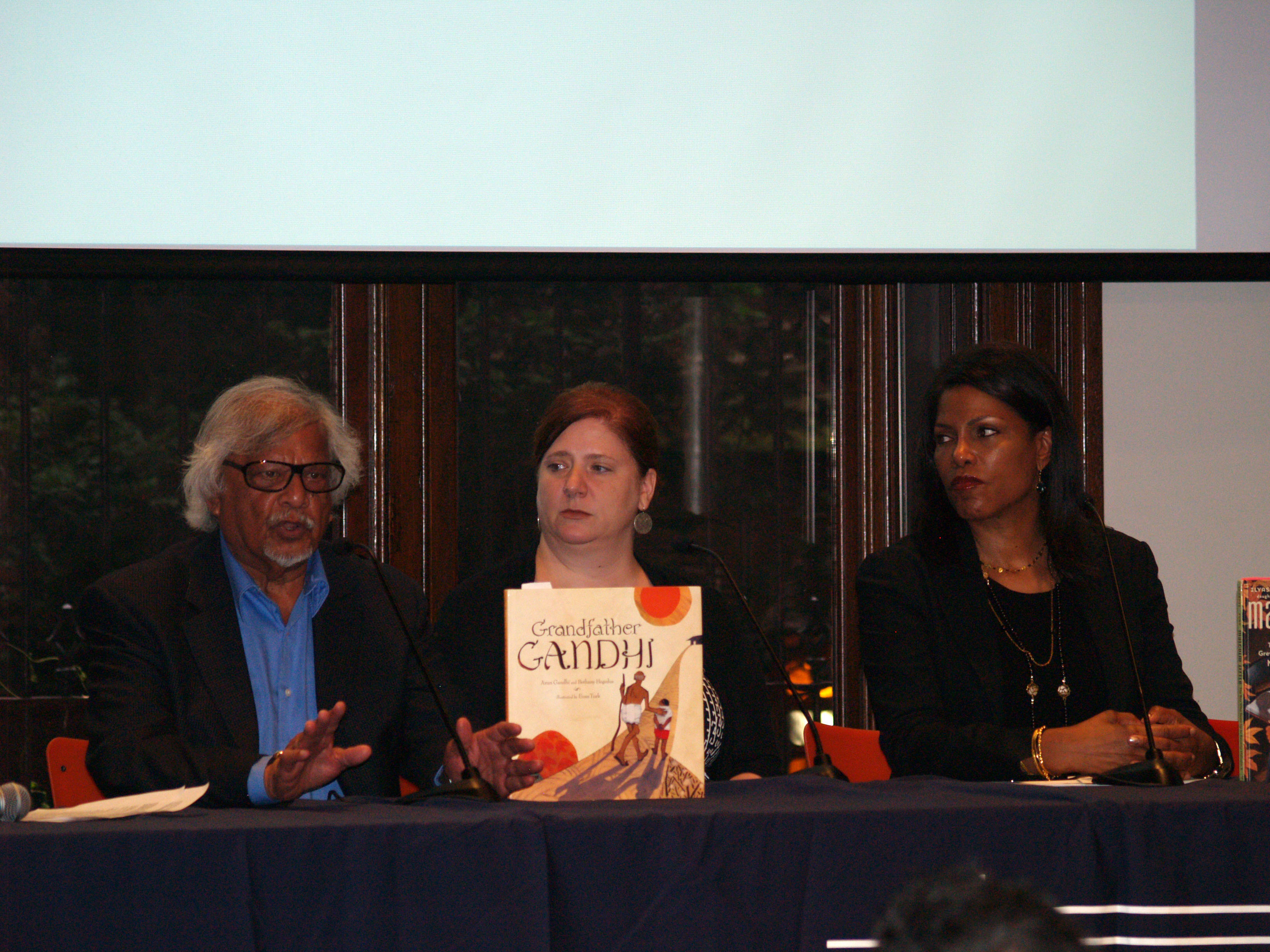
2014年布魯克林書展，左起：阿伦与《Grandfather Gandhi》共同作者Bethany Hegedus、伊莉雅莎·沙巴兹（麥爾坎·X的女儿）

2012年3月23日，阿伦在宾夕法尼亚州的Arcadia University举办的首届年度“追求和平会议”（Engaging Peace Conference）上担任了主讲人。
2014年3月，由阿伦与Bethany Hegedus撰写的儿童书籍《Grandfather Gandhi》出版。该书因其站在儿童的视角来叙述历史事件、易于儿童理解的特点而备受好评。其插图也被认为很能引起情感共鸣。

## 个人生活
阿伦自认是一名印度教徒，表达过普世主义的观点。与祖父圣雄甘地一样，阿伦也信奉印度教的“不害”（即非暴力）理论。
阿伦的妻子苏南达（Sunanda）是一名护士，两人是在医院相识，于1957年结婚，育有两个孩子，其中大儿子图沙尔出生于1960年1月17日。苏南达于2007年2月21日去世。
截至2016年，阿伦一直居住在纽约州的罗彻斯特。
2023年5月2日，阿伦于印度马哈拉施特拉邦的戈尔哈布尔去世。